# المسيرة العسكرية لمصطفى كمال أتاتورك
المسيرة العسكرية لمصطفى كمال أتاتورك (بالتركية: Mustafa Kemal Atatürk'ün askerî kariyeri) تمتد من عام 1905 حتى عام 1927. بدأ أتاتورك حياته العسكرية كضابط في الجيش العثماني، وبرز خلال حرب البلقان والحرب العالمية الأولى، خاصة في حملة جاليبولي، قبل أن يقود حرب الاستقلال التركية ويؤسس الجمهورية التركية الحديثة.

## بداياته العسكرية
تخرج مصطفى كمال من الأكاديمية العسكرية العثمانية في 11 يناير 1905 برتبة نقيب في هيئة الأركان، وتم تعيينه في الفرقة الخامسة في دمشق. خلال خدمته هناك، شارك في تأسيس جمعية سرية تدعى "وطن وحرية" هدفت إلى مقاومة الحكم الاستبدادي للسلطان عبد الحميد الثاني.
في عام 1907، نُقل إلى سالونيك حيث انضم إلى جمعية الاتحاد والترقي، المنظمة التي أطاحت بالسلطان وأعادت العمل بالدستور في عام 1908.

## حرب البلقان
شارك مصطفى كمال في حرب البلقان الأولى (1912–1913) كقائد في الجيش الغربي، وشارك في الدفاع عن أدرنة وغاليبولي. أظهر كفاءة عالية في التنظيم العسكري رغم محدودية الموارد.

## الحرب العالمية الأولى
خلال الحرب العالمية الأولى، عُيّن مصطفى كمال قائدًا للفرقة التاسعة عشرة في حملة جاليبولي. أظهر قيادة بارزة خلال معركة أنزاك في 25 أبريل 1915، حيث لعب دورًا حاسمًا في وقف تقدم القوات البريطانية والنيوزيلندية. بسبب نجاحاته، تمت ترقيته إلى رتبة عقيد.
في أغسطس 1915، تمت ترقيته لقيادة الفرقة السادسة عشرة وأدار العمليات خلال معركة ساري باير التي عززت سمعته كقائد بارع.
في عام 1916، تم تعيينه في الجبهة القوقازية، حيث حقق انتصارات ضد القوات الروسية في بيتليس وموش، ورُقي إلى رتبة لواء (باشا).

## نهاية الحرب والعهد العثماني الأخير
بعد توقيع هدنة مودروس في أكتوبر 1918، عُيّن مصطفى كمال في حلب وتمكن من تأخير تقدم قوات الحلفاء في سوريا. عاد لاحقًا إلى إسطنبول حيث تم تعيينه مفتشًا عامًا للجيش التاسع، وهي الوظيفة التي سمحت له بالسفر إلى سامسون في 19 مايو 1919، بداية حرب الاستقلال التركية.

## حرب الاستقلال التركية
قاد مصطفى كمال الحركة الوطنية التركية من أنقرة، وأسّس الجمعية الوطنية الكبرى. خاضت قواته حربًا ضد قوات الاحتلال اليونانية والفرنسية والبريطانية، وحققت انتصارات بارزة مثل:
- معركة سكاريا (1921)
- معركة دوملوبينار (1922)

توجت هذه الانتصارات بإنهاء الاحتلال الأجنبي وإبرام معاهدة لوزان التي اعترفت باستقلال تركيا.

## نهاية مسيرته العسكرية
بعد إعلان الجمهورية التركية في 29 أكتوبر 1923، أصبح مصطفى كمال أول رئيس للجمهورية. في عام 1927، استقال رسميًا من جميع المناصب العسكرية ليكرّس نفسه للعمل السياسي والإصلاحات المدنية.